# أنتوني ميلر (لاعب كرة قدم أمريكية مواليد 1990)
أنتوني ميلر (بالإنجليزية: Anthony Miller)‏ هو لاعب كرة قدم أمريكية أمريكي، ولد في 1990 في سان خوسيه في الولايات المتحدة.